# Al-Bateen Airport
Al-Bateen Airport (Arabisch: مطار البطين للطيران الخاص) (ICAO: OMAD, IATA: AZI) is de oude luchthaven van Abu Dhabi, de hoofdstad van de Verenigde Arabische Emiraten. De in 1968 door de Britten gebouwde luchthaven moest in 1982 zijn status als internationale luchthaven afstaan aan de twintig kilometer verderop gelegen Abu Dhabi International Airport, maar wordt nog steeds gebruikt voor de kleine luchtvaart en enkele militaire activiteiten. De luchthaven ligt op een steenworp van de nieuwe Amerikaanse ambassade van de Emiraten, maar ook te midden van een snel groeiende woonwijk. De toekomst van deze luchthaven is enigszins ongewis.

## Incident
Al-Bateen was de vertrekluchthaven van MEA-vlucht 419 naar Beiroet die op 21 juli 1984 een half uur na vertrek gekaapt werd door een Libanees die geen visum voor de Emiraten had gekregen. Hij dreigde met een in papier gewikkelde fles waarvan hij zei dat het een molotovcocktail was, en eiste terugkeer naar Abu Dhabi. De piloot van de Boeing 707 wist te melden dat er slechts genoeg brandstof was tot Beiroet, de kaper geloofde dit en werd vervolgens op de luchthaven van Beiroet overmeesterd.